# Grenzübergang Duderstadt/Worbis

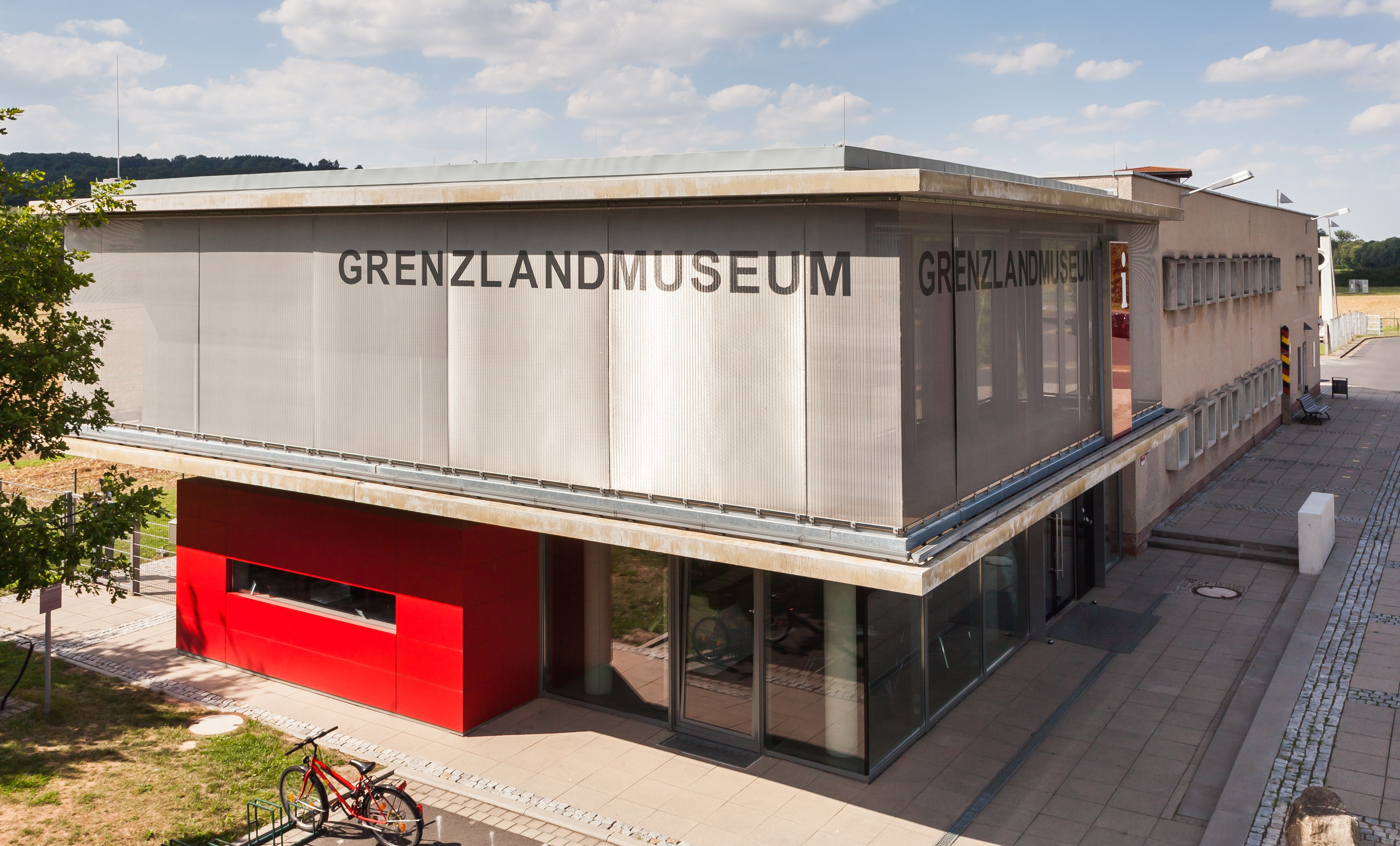
Das ehemalige Verwaltungs- und Kontrollgebäude von Passkontrolleuren und DDR-Zollmitarbeitern, heute Grenzlandmuseum

Der Grenzübergang Duderstadt/Worbis war ein mit dem Auto oder Bus zu passierender Grenzpunkt zwischen der DDR und der Bundesrepublik Deutschland.

## Lage
Der Grenzübergang Duderstadt/Worbis befand sich zwischen dem niedersächsischen Gerblingerode und dem im Bezirk Erfurt gelegenen Teistungen im Eichsfeld.

## Geschichte

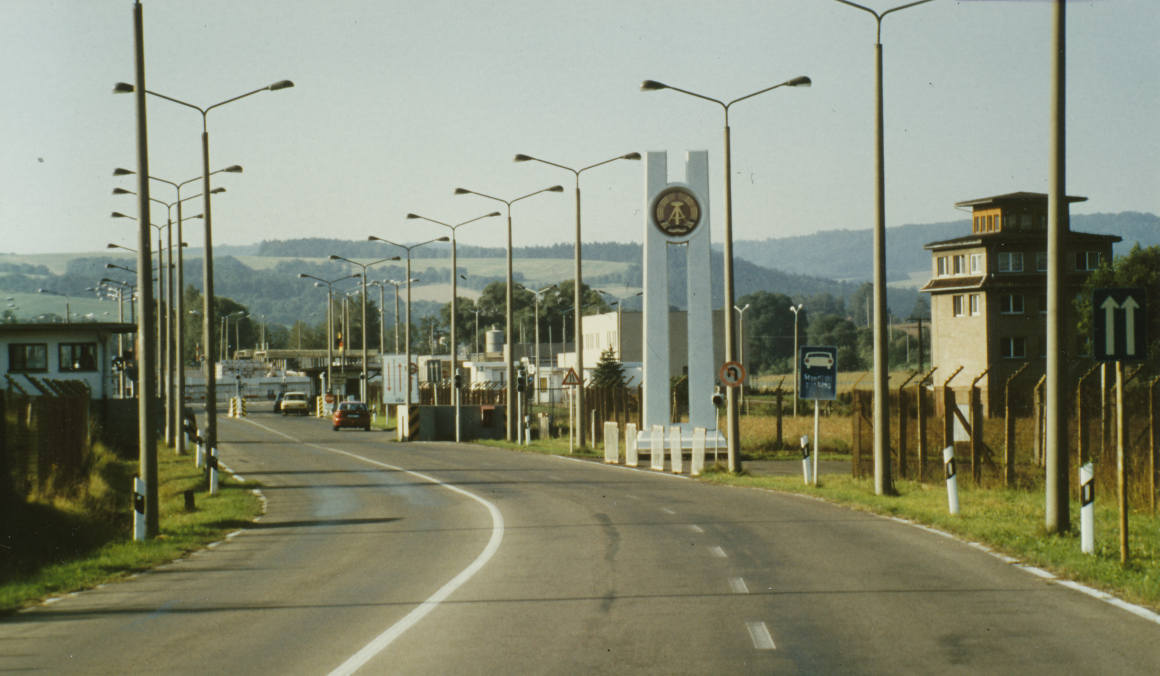
Blick auf den ostdeutschen Teil des Grenzübergangs, die DDR-Grenzübergangsstelle bei Teistungen

1945 wurde an der ehemaligen Reichsstraße Worbis–Duderstadt ein Schlagbaum zwischen der britischen und sowjetischen Besatzungszone errichtet. Im Laufe der folgenden Jahre wurde der grenzüberschreitende Verkehr immer mehr eingeschränkt, bis er 1952 schließlich komplett eingestellt wurde. 
Nach Inkrafttreten des Grundlagenvertrages 1972 wurden vier neue Grenzübergänge zwischen der DDR und der Bundesrepublik Deutschland geplant. Im November 1972 begann der Ausbau des Grenzüberganges an der jetzigen Bundesstraße und früheren Fernverkehrsstraße 247, bis dieser am 21. Juni 1973 eröffnet wurde. Genutzt werden konnte er in erster Linie im Rahmen des Kleinen Grenzverkehrs für Bewohner der grenznahen Kreise.
Die DDR-Kontrolleinrichtungen lagen nördlich von Teistungen unterhalb des ehemaligen Klosters Teistungenburg. Die bis zu diesem Zeitpunkt hier befindliche untere Klostermühle wurde dafür abgerissen, lediglich der ehemalige Mühlenturm blieb erhalten und wurde zum Führungsturm der Grenztruppen an der GÜSt ausgebaut.

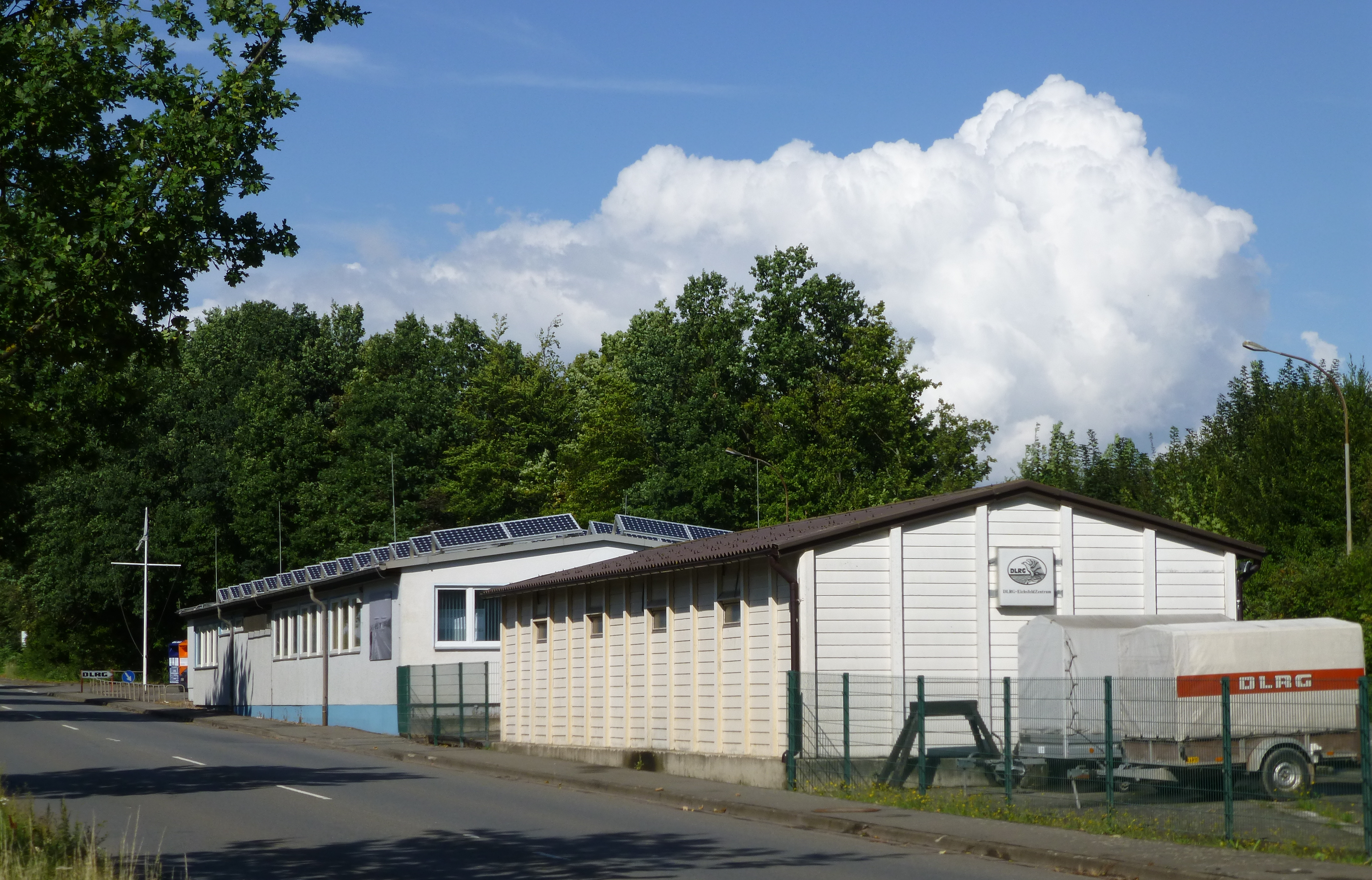
Die ehemalige westdeutsche Grenzstation in Gerblingerode, heute Standort der DLRG

Die Einrichtungen der Kontrollstelle des Deutschen Zolls und des Bundesgrenzschutzes befanden sich am südlichen Ortsrand von Gerblingerode. Von 1973 bis 1989 nutzten etwa 6 Mio. Reisende den Grenzübergang Duderstadt-Worbis.

## Heute
1995 wurde zur Erinnerung an die Deutsche Teilung, die Errichtung des Grenzüberganges und die Grenzöffnung von 1989 das Grenzlandmuseum Eichsfeld eröffnet.